# Villeneuve-de-Berg
Villeneuve-de-Berg là một xã ở tỉnh Ardèche, vùng Auvergne-Rhône-Alpes ở đông nam nước Pháp.